# Cruising for Bruising
Cruising for Bruising – singel Basi z 1990 roku, pochodzący z jej albumu London Warsaw New York.

## Ogólne informacje
Piosenkę napisali, zaaranżowali i wyprodukowali Basia Trzetrzelewska oraz Danny White, a tekst utworu nawiązuje do rozpadu ich związku. Nagranie zostało wydane jako drugi singel z albumu London Warsaw New York wiosną 1990. Utwór okazał się dużym sukcesem komercyjnym, plasując się w Top 40 w USA oraz Kanadzie, i pozostaje jednym z największych przebojów Basi. W Polsce piosenka dotarła do 8. miejsca na Liście przebojów Programu Trzeciego.

## Teledysk
Teledysk do singla wyreżyserował Nick Morris, który kilkakrotnie współpracował z Basią. Wideoklip powstał w hrabstwie Oxfordshire w Anglii. Ukazał się on na kasecie wideo A New Day w 1990 roku oraz bonusowym krążku DVD dołączonym do edycji specjalnej albumu It’s That Girl Again w 2009 roku.

## Lista ścieżek
| - Singel 7-calowy A. „Cruising for Bruising” – 4:05 B. „Come to Heaven” – 4:08 - Singel 12-calowy A. „Cruising for Bruising” (Extended Mix) – 6:45 B. „Come to Heaven” – 4:08 | - Singel CD 1. „Cruising for Bruising” – 4:08 2. „Cruising for Bruising” (Instrumental) – 4:09 3. „New Day for You” (Extended Mix) – 6:16 4. „From Now On” – 3:43 |

## Pozycje na listach
| Kraj              | Lista                  | Najwyższa pozycja |
| ----------------- | ---------------------- | ----------------- |
| Francja           | Top Singles & Titres   | 46                |
| Holandia          | Single Top 100         | 51                |
| Kanada            | RPM 100 Singles        | 21                |
| Kanada            | RPM Adult Contemporary | 4                 |
| Stany Zjednoczone | Hot 100                | 29                |
| Stany Zjednoczone | Adult Contemporary     | 5                 |
| Wielka Brytania   | UK Singles Chart       | 86                |